# Jotham Napat
Jotham Napat (7 agosto 1972) è un politico vanuatuano e membro del parlamento.
Nel 11 febbraio 2025 è stato eletto come primo ministro di Vanuatu. Napat è membro del parlamento di Vanuatu dal 2016.